# 江苏省农业农村厅
江苏省农业农村厅，是江苏省人民政府主管农业农村工作的组成部门。

## 沿革
1953年，江苏省人民政府成立，同时设立江苏省农林厅。1965年3月，省农林厅分为农业厅、林业厅和国营农场管理局。1957年12月，农业、林业、水产三厅和国营农场管理局合并称农林厅，同时设立山区经济作物管理局。1959年2月，农林厅改称农业厅。1959年5月，恢复为农林厅。1960年4月，农林厅一分为二，称农业厅和林业厅，撤销山区经济作物局。1961年1月，林业厅改称为林业特产厅。1963年4月，农业厅和林业特产厅合并为农林厅。文化大革命期间改为江苏省革命委员会农林局。1980年5月，江苏省革命委员会农林局改为江苏省农林厅。2018年国务院机构改革方案通过后，江苏省人民政府将其改为江苏省农业农村厅。

## 下属机关和单位

### 下属机关
- 省委农办综合处
- 省委农办督查考核处
- 办公室
- 法规处
- 政策与改革处
- 发展规划处
- 计划财务处
- 乡村产业发展处
- 农村社会事业促进处
- 农村合作经济指导处（省农村集体资产管理办公室）
- 市场与信息化处
- 对外交流合作处（港澳台处）
- 科技教育处（农业转基因生物安全管理办公室）
- 农产品质量安全监管处
- 种植业管理处（农药管理处）
- 畜牧业处
- 种业管理处
- 渔业处（水生生物保护与管理处）
- 渔政监督管理处
- 农机行业发展处
- 农机装备处
- 农机监督管理处
- 农田建设管理处
- 耕地质量处（滩涂资源管理处）
- 农田建设监督评价处
- 兽医局（重大动物疫病防控办公室）
- 行政审批处
- 人事处
- 机关党委
- 离退休干部处
- 审计处

### 直属单位
- 农业综合行政执法监督局
- 省种子管理站
- 省动物卫生监督所
- 省农村合作经济经营管理站
- 厅机关服务中心
- 厅财务会计中心
- 省农业信息中心
- 省绿色食品办公室（省农产品质量安全中心）
- 省农产品品牌发展中心
- 省植物保护植物检疫站
- 省耕地质量与农业环境保护站
- 省农业技术推广总站
- 省种子南繁南鉴站
- 省农业对外合作交流中心
- 省动物疫病预防控制中心（省动物血吸虫病防治站）
- 省畜牧总站
- 省农产品质量检验测试中心（省农药肥料质量检验所）
- 省畜产品质量检验测试中心（省兽药饲料质量检验所）
- 省农药总站
- 省农业宣传教育与文化体育中心（省农业科技国际交流中心）
- 省职业农民培育指导站（省农业广播电视学校）
- 省互联网农业发展中心
- 省农村经济研究中心
- 中国海监江苏省总队（省水生动物卫生监督所）
- 省渔业互助合作发展中心
- 省渔业技术推广中心（省渔业生态环境监测站、省水生动物疫病预防控制中心、省水产品质量安全中心）
- 省淡水水产研究所（省淡水水产引育种中心）
- 省水产质量检测中心
- 省渔业无线电管理站
- 省农业机械试验鉴定站
- 省农业机械技术推广站
- 省农业机械安全监理所
- 省农机化服务站（省农机节能与维修技术指导中心）
- 省农机具开发应用中心
- 省农机信息中心
- 省现代农业装备科技示范中心
- 省农业综合开发利用外资项目建设领导小组办公室
- 省农业资源开发评审中心
- 省农业资源开发信息中心